# Death in Heaven
"Death in Heaven" é o décimo segundo e último episódio da oitava temporada da série de ficção científica britânica Doctor Who, transmitido originalmente na BBC One em 8 de novembro de 2014. Foi escrito pelo showrunner e produtor executivo da série, Steven Moffat, e dirigido por Rachel Talalay. É a segunda de uma história em duas partes, que começou no episódio anterior, "Dark Water", transmitido uma semana antes.
No episódio, Missy (Michelle Gomez), uma alienígena viajante do tempo maligna, também conhecida como Mestre, ressuscita os mortos como um exército de ciborgues chamados Cybermen como um presente para seu ex-amigo, o Doutor (Peter Capaldi), com a intenção de provar que eles são iguais.
Foi assistido por 7,60 milhões de telespectadores e recebeu críticas positivas, com os avaliadores elogiando sua escrita, direção e atuação. Gomez foi consistentemente elogiada nas críticas, com muitos a chamando de destaque da oitava temporada.

## Enredo
Os Cybermen controlados por Missy voam e explodem em 91 áreas povoadas nas Ilhas Britânicas, criando nuvens que chovem "Cyberpólen" que ressuscita os mortos como Cybermen, incluindo Danny. Eventos semelhantes ocorrem em todo o mundo. A UNIT leva Missy e o Décimo segundo Doutor sob custódia a bordo de um avião da UNIT onde, de acordo com os protocolos de incursão, o Doutor é empossado Presidente da Terra. Enquanto isso, Clara prende os Cybermen dentro da Catedral de São Paulo para se manter viva, fingindo ser o Doutor. Ela é salva por Danny, que mantém sua personalidade. Clara acorda em um cemitério onde Danny revela sua identidade.
Missy escapa da captura e mata a cientista da UNIT Osgood e uma horda de Cybermen voadores ataca o avião. Clara liga para o Doutor no telefone da TARDIS. Missy admite que deu aquele número de telefone a Clara para reunir ela e o Doutor. Ela então abre uma das portas de carga do avião, fazendo com que a diretora científica Kate Stewart caia em direção ao chão enquanto Missy se teletransporta para um local seguro. O Doutor leva a TARDIS para o cemitério. Como Danny não consegue ver os planos de Missy sem ativar um inibidor que exclui suas emoções, Clara o ativa. Danny revela que uma segunda chuva converterá humanos vivos em Cybermen.
Missy propõe ao Doutor controlar o exército de Cyberman para provar que os dois são iguais. O Doutor rejeita o presente, aceitando que não é um "homem bom" e passa a pulseira de controle para Danny, que manteve sua personalidade. Danny lidera os Cybermen para o céu, onde eles explodem, parando a chuva. Missy afirma que o planeta Gallifrey está em seu local original. Clara tenta matar Missy para vingar a morte de Danny, mas o Doutor a impede para evitar que ela seja corrompida pela vingança. O Brigadeiro Lethbridge-Stewart - trazido de volta como um Cyberman - em vez disso vaporiza Missy. Ele aponta para sua filha inconsciente, Kate, que ele salvou.
Danny contata Clara da Netheresfera, uma nuvem de dados que armazena mentes recentemente falecidas destinada ao exército dos Cybermen. Tendo apenas o poder de trazer uma pessoa de volta antes que a Netheresfera seja fechada, Danny ressuscita o garoto que matou acidentalmente. Ele pede a Clara que devolva o menino aos pais. Clara mais tarde se encontra com o Doutor. Supondo que Danny esteja vivo novamente, o Doutor interrompe Clara para mentir sobre ter encontrado Gallifrey e seus planos de voltar para casa. Clara mente que ela e Danny vão ficar bem.
Na cena do meio dos créditos, o Papai Noel bate na porta da TARDIS para dizer ao Doutor que nem ele nem Clara estão bem.

### Continuidade
Como o primeiro episódio completo a apresentar Missy com sua verdadeira identidade como o Mestre, "Death in Heaven" apresenta várias referências a episódios anteriores com o personagem. Osgood refere-se a incidentes anteriores na Terra envolvendo o Mestre, incluindo seu mandato como primeiro-ministro em "The Sound of Drums" (2007). Ao embarcar na base aérea, o Doutor acredita que está indo para o Valiant, um porta-aviões aerotransportado parcialmente projetado pelo Mestre nesse mesmo episódio. Missy usa a frase "Oh, minha tia tonta", expressão associada ao Segundo Doutor.
A cabeça do Cyberman que Kate revela é do episódio The Invasion de 1968, que também apresentava os Cybermen invadindo perto da Catedral de São Paulo.
A localização do planeta Gallifrey - "na constelação de Kasterborous" nas coordenadas galácticas 10-0-11-00:02 - foi mencionada pela primeira vez na história do Quarto Doutor Pyramids of Mars (1975).

## Produção
A leitura do roteiro de "Death in Heaven" ocorreu em 12 de junho de 2014. A produção do episódio coincidiu com "Dark Water"; a cena de abertura envolvendo a UNIT foi filmada antes da cena final do episódio anterior. A fotografia principal do episódio foi concluída em 21 de julho de 2014.
A cena em que Missy é amarrada a uma cadeira a bordo do avião foi escrita como um paralelo ao Mestre amarrando o Doutor a uma cadeira em "The End of Time".

## Transmissão e recepção
Durante sua noite de estreia, o episódio foi assistido por 5,45 milhões de telespectadores. Ao total, foi assistido por 7,60 milhões de telespectadores. Recebeu uma pontuação no Índice de Apreciação de 83. Esta foi uma pontuação mais baixa do que a primeira parte da história recebeu.

### Recepção critica
| Críticas profissionais: | Críticas profissionais: |
| Avaliações da crítica   | Avaliações da crítica   |
| Fonte                   | Avaliação               |
| ----------------------- | ----------------------- |
| The A.V. Club           | A−                      |
| Paste Magazine          | 9,1                     |
| SFX Magazine            | [ 11 ]                  |
| TV Fanatic              | [ 12 ]                  |
| CultBox                 | [ 13 ]                  |
| IndieWire               | A+                      |
| IGN                     | 9,1                     |
| New York Magazine       | [ 15 ]                  |
| Radio Times             | [ 16 ]                  |
| The Daily Telegraph     | [ 17 ]                  |

O episódio recebeu críticas altamente positivas. Dan Martin, escrevendo para o The Guardian, elogiou o desempenho de Michelle Gomez, observando que ela "enfeita-se com uma combinação perfeita de loucura e malevolência que é tão Mestre". Ele também observa que a morte dela é uma homenagem à era Roger Delgado do Mestre. Ele resumiu a final como "cheio de ação, intransigente, cheia de emoção genuína". Enquanto escrevia para o The Daily Telegraph, Michael Hogan observou que Danny Pink teve uma "despedida estupenda" e que seria uma pena se Missy não reaparecesse no futuro. Hogan também adorou as duas lembranças a Nicholas Courtney, que interpretou o Brigadeiro Lethbridge-Stewart. Ele deu ao episódio quatro estrelas de cinco. Dave Golder, escrevendo para a SFX Magazine, deu ao episódio quatro estrelas de cinco. Ele criticou algumas partes do episódio, incluindo os momentos finais de Danny no cemitério, e sentiu que o episódio foi "menos assustador do que "Dark Water". No geral, ele afirmou "[foi] um final de temporada imensamente agradável".
Escrevendo para a IGN, Matt Risley, deu ao episódio uma nota 9,1, considerado "Incrível", chamando-o de "um final poderoso e emocional para a magistral primeira temporada de Capaldi". Ele também elogiou Michelle Gomez por sua atuação, mas criticou o uso dos Cybermen e as falhas na trama. No The A.V. Club, o escritor Alasdair Wilkins deu ao episódio A−, chamando-o de "final agridoce para a temporada". Ao comentar a temporada como um todo, ele disse "ficamos pensando em uma das temporadas mais complexas e emocionalmente ricas de Doctor Who".
Simon Brew, do Den of Geek, deu uma crítica mista a positiva. Ele elogiou as atuações de Michelle Gomez, Capaldi e Jenna Coleman, mas criticou os Cybermen, acreditando que eles eram os mais fracos dos três cliffhangers da semana anterior. Ele também criticou o ritmo e alguns buracos e tópicos na trama que eram um pouco inacreditáveis, citando a queda do Doutor voltando para a TARDIS como o principal culpado. Ele ficou desapontado com o papel limitado de Sanjeev Bhaskar no episódio e com a falta de resolução para certos pontos da trama. No geral, porém, ele acreditou que foi um dos melhores finais desde o retorno do show em 2005.
O The Register deu uma crítica negativa, com a escritora Brid-Aine Parnell dizendo: "Este final não conseguiu se levantar do pântano confuso do resto da temporada... não fazia sentido, era ridículo e artificial e simplesmente não cativante." Ela criticou as falhas na trama do episódio e o fato de nenhuma explicação ter sido dada sobre como o Mestre retornou. No entanto, ela ficou satisfeita com o desempenho de Gomez, acreditando ser a melhor parte do episódio, chamando-a de "fantástica". Gavin Clarke disse sobre o "colapso" do Doutor na TARDIS: "Este foi um momento inesperado, a destruição do console tornou-se mais poderosa por seu silêncio sobre a música crescente" e no geral 'Death in Heaven' teve sucesso? Principalmente 'sim', alguns 'não' resmungados e um pouco de respiração profunda para simplesmente deixar passar". Sua colega, Jennifer Baker, disse: "A justificativa para nuvens, chuva e polinização era confusa, mas Cybermen zumbis saindo das sepulturas valeu a pena!" Dan Wilson, do Metro, também fez uma crítica negativa, citando que "deixou muitos fios pendentes", mas ele também foi positivo sobre Michelle Gomez como p Mestre.

## Análise crítica
Um estudo da história em formato de livro (cobrindo "Dark Water" e "Death in Heaven"), foi escrito por Philip Purser-Hallard e publicado como parte da série The Black Archive da Obverse Books em 2016.
Também foi abordada no volume 79 da série de livros Doctor Who: The Complete History, que reimprimiu os recursos de The Black Archive de Andrew Pixley da Doctor Who Magazine e das várias edições especiais da Doctor Who Magazine, bem como novos artigos criados especificamente para o livro.